# Rhabdinopora
Rhabdinopora is een geslacht van uitgestorven graptolieten uit het Vroeg-Ordovicium.

## Beschrijving
Rhabdinopora was een kolonievormend organisme. Deze waaiervormige kolonie kenmerkte zich door zijn kegelvorm en kleine, driehoekige thecae (enkelvoud theca: het chitineuze huisje van een individu uit de kolonie). Uit de sicula (embryonale cel, waaruit alle andere structuren van de kolonie voortkomen) ontsproot een groot aantal stipes (takken), die onderling verbonden waren door dwarsverbindingen, waardoor het geheel een netstructuur bezat. Men vermoedt dat dit de eerste planktonische graptolieten waren. De normale lengte van de kolonie bedroeg ongeveer zes centimeter.

## Soorten
- Rhabdinopora proparabola
- Rhabdinopora praeparabola
- Rhabdinopora parabola
- Rhabdinopora flabelliformis